# Radostów Pierwszy
Radostów Pierwszy – wieś w Polsce położona w województwie łódzkim, w powiecie wieruszowskim, w gminie Czastary.
W latach 1975–1998 miejscowość administracyjnie należała do województwa kaliskiego.

## Historia
Radostów został założony w 1299 roku i wchodził w tzw. "klucz łubnicki". W 1299 roku Ubysław nadał Michałowi sołectwo w Radostowie celem lokowania wsi na prawie średzkim na 40 łanach. W 1303 Ubysław, kasztelan kaliski, nadał Radostów klasztorowi w Ołoboku W 1356 konwent ołobocki dał osadnikom 10 lat wolnizny. W 1518 roku Radostów podlegał pod powiat wielkopolski, a w 1520 roku pod parafię Łubnice.
W okresie międzywojennym w Radostowie znajdowała się komenda Korpusu Ochrony Pogranicza granicy polsko-niemieckiej. Podczas II wojny światowej Niemcy spalili część zabudowań oraz zmienili nazwę wsi na Ristau. We wschodniej części dawnego budynku KOP zorganizowali posterunek żandarmerii. Część zachodnia przeznaczona była na mieszkania żandarmów. Na posterunku zamordowano ogółem 26 mieszkańców okolicznych wsi. Przy budynku stoi pomnik upamiętniający ofiary tej zbrodni. W 1999 roku obchodzono 700-lecie istnienia miejscowości.
W okresie międzywojennym stacjonował w miejscowości komisariat Straży Granicznej.